# ستيفانو بروجيني
ستيفانو بروجيني (بالإيطالية: Stefano Perugini)‏ هو متسابق دراجات نارية إيطالي. نافس في سباقات بطولة العالم لفئة 250 سي سي ولفئة 125 سي سي ولفئة 50 سي سي.

## روابط خارجية
- ستيفانو بروجيني على موقع MotoGP.com (الإنجليزية)
- ستيفانو بروجيني على موقع CONI honoured athlete website (الإيطالية)